# Manderup Parsberg
Manderup Parsberg (* 24. Dezember 1546; † 11. November 1625) war dänischer Reichsrat und ein wichtiger Gesandter der dänischen Könige.

## Leben
Er war ein Sohn des Reichsrats in dänischen Diensten Werner (Verner) Parsberg, der aus einem bayerischen Adelsgeschlecht stammte, und der Dänin Anne Holck.
Manderup Parsberg studierte 1565 in Wittenberg und ging dann nach Rostock, wo er im Dezember 1566 seinem Cousin Tycho Brahe in einem Duell wegen eines Streits über astronomische Themen einen Großteil der Nase abschlug.
Manderup Parsberg ging danach in das Kurfürstentum Sachsen unter Vermittlung der dortigen Kurfürstin Anna, der Schwester des dänischen Königs Friedrich II. 1573 trat er in dessen Dienste. 1578 (oder 1580) wurde Parsberg zum dänischen Reichsrat ernannt. 1580 leitete er eine Delegation nach Schottland. Auch unter dem jungen König Christian IV. blieb er wichtiger Gesandter. 1594 leitete Parsberg kurzzeitig die Kanzlei nach dem Tod des Kanzlers. 1595 wurde er zum königlichen Hofmeister ernannt. Auch in den folgenden Jahren war Manderup Parsberg an vielen außenpolitischen Missionen und Verhandlungen beteiligt. Bei seiner Hochzeit 1615 mit der 38-jährigen Anne Brahe nahm auch der König teil.
Manderup Parsberg wurde im Dom zu Aarhus bestattet, wo seine Grabplatte mit einer Reliefdarstellung bis heute erhalten ist.